# Plunjer
Een plunjer  is een zuiger zonder eigen afdichtingen die in vloeistoftechniek wordt gebruikt. Bij apparaten met een lage plunjersnelheid bevindt de afdichting zich in het lichaam waarin de plunjer zich beweegt (bijvoorbeeld een plunjercilinder); bij hoge plunjersnelheden worden er vaak geen specifieke afdichtingselementen gebruikt (bijvoorbeeld een plunjerpomp).
De naam wordt in de machinebouw ook wel gebruikt voor een cilindrisch lichaam dat in de langsrichting een kracht over moet  brengen.